# 男权运动
男权运动，全称男性权利运动（Men's rights movement），是男性主義运动的一部分。它是1970年早期男性解放运动的分支。男性权利运动者关注他们所认为的男性劣势、歧视及压抑等问题。男性运动涵盖法律（包括家庭法、父母对孩子的抚养权、生育权及家庭暴力），政府职能（包括教育，义务兵役制和社会安全网络），及他们所认为对男性歧视的健康等问题。

## 历史
“男性权利（men's rights）”这一词条最先出现在1856年的普特南月刊上。对男性权利稍有提及的三个组织是于一战与二战之间的戰間期，於澳大利亚建立。男性权利联盟（the League for Men's Rights）建立于1926年，目标是打击“过度的女性解放行为”。1927年，朱斯提提亚家庭法律改革联盟（the Justitia League for Family Law Reform）与男性权利公正世界联盟（the Aequitas World's League for the Rights of Men）从男性权利联盟中分开。三个男性权利集团反对妇女进入劳动市场，认为那是妇女运动对社会和法律体系造成的败坏影响。他们批判婚姻和家庭法律，尤其反对要求男性向前妻提供赡养费和孩子的抚养费，支持血液测试实施亲子鉴定。朱斯提提亚家庭法律改革联盟与男性权利公正世界联盟还开办了他们自己的短时期刊-“男性权利”报和“自卫权”杂志来表达他们的观点，这些观点受到海因里希·舒赫兹, 奧托·魏寧格, 和Jörg Lanz von Liebenfels三人的影响很大，這两个组织在1939年解散。
第一个成年男性权利组织是离婚改革单元联合体（Coalition of American Divorce Reform Elements），于1971年由理查德·多伊尔创立。1973年，男性权利联盟从当中分离出来。自由男人公司于1977年在马里兰州哥伦比亚特区成立（也就是今天所说的国家男性联合会）。男性权利有限公司也是成立于1977年。在英国，有一个把自己称为UK男性运动的男性权利团体于20世纪90年代早期成立。“拯救印度家庭基金会（SIFF）”成立于2005年，到2010年时宣称拥有超过30000名会员。
欧洲一些国家在政治上转变为保守支持传统家庭和性别关系的时期成立了男性权利团体。在美国，男性权利运动与新保守主义是紧密相连的，男性权利运动也接受了新保守主义的游说支持，他们的观点广泛覆盖了新保守主义媒体。
着眼于男性权利的政党包括澳大利亚无监护权父母党（平等育儿）与以色列男性家庭权利党。

## 与女权主义的关系
一些学者认为男权运动是对女权主义的反向运动和冲击。男权运动的信念和活动遭到一些社会学者的批判，女性網站Jezebel聲稱民權組織南方贫困法律中心和评论员，以及活动的部门都被描述成了厌女行为，但男權運動網站A Voice For Men直到2018年才被南方贫困法律中心加入仇恨團體清單。
男性权利运动包括反女权主义和拥护女权主义两种不同观点。男性权利活动者曾说他们认为女权主义已超过她们的目标要求，并开始危害男性。他们抗议称，男性作为一个整体拥有制度上的权利和特权，并且认为与女人相比他们遭受到了更多危害和损失。

## 主要诉求

### 抚养权
男性权利活动也在努力将权利扩大到未婚父亲抚养孩子的诉求上。Warren Farrell说，在未告知令其怀孕的男性的条件下，准妈妈剥夺了被抚养儿童与生父的关系。他提议妇女应按照法律要求尽其所能在她怀孕4-5天内告知令其怀孕的男性。哲学家James P. Sterba辯解说，他同意妇女应在道德层面上告知令其怀孕的男性关于怀孕及生养情况，但不应由法律强加，否则可能会对女性施加过大的压力而选择流产。

### 反嫁妆法
男性权利组织，如“拯救印度家庭基金(SIFF)”声明，在妇女滥用法律程序保护自己不会因嫁妆少而被烧死时，男性就会遭受到嫁妆的骚扰。 SIFF是印度的一个男性权利组织，致力于反对滥用“反嫁妆法”。SIFF声明，“反嫁妆法”经常因婚姻中的琐事而被滥用，他们经常收到一些男性的电话说他们的妻子以不正当的嫁妆索赔为由送他们进监狱。

### 儿童监护权
家庭法律是男性权利团体重点关注的领域。男性权利活动指出法律系统和家庭法庭歧视男性，尤其是涉及离婚后儿童抚养问题。他们认为，男性不具有与前妻相同的孩子接触权和平等的共同抚养权，并以男性获得监护权的数据统计证实法律判决对男性的偏见。男性权利主张通过改变家庭法来为男性改变法律氛围，比如通过说服法律程序，使得他们可以形成共同抚养的法律规定（默认的规定，除一方自愿放弃抚养权）。他们在论述中采用了女权主义的语调“权利”与“平等”，并将儿童监护权问题看作是公民的基本权利。一些男性权利活动者提议说，父亲缺少了与孩子接触的机会，就会降低为孩子提供抚养费的意愿。其他人则引用症候群作为理由赋予父亲监护权。
批判者认为，经验研究不支持他们的法庭判决对男人有偏见的观念，男性权利活动者用统计数据做证据是在忽略了绝大多数男人不愿意争取抚养权这个事实的基础上进行的。学术论者批判监护权决议修辞框架时说，男性权利者是在未对“他们认为有悖宪法规定权利”做出说明的前提下要求“平等权”，其他反对者则宣称，男性权利者关于需要孩子的说辞是伴随他们平等权利诉求而来的，有助于反对他们的批判者，那是受个人利益的驱动，用男性权利鼓吹自己的主张。Deborah Rhode辩解说，与男性权利者的主张相反，研究表明共同法定监护权并不会增加父亲承担孩子抚养费的意愿。

### 离婚
大约在20世纪60年代，美国男性权利团体开始组织反对离婚改革和儿童监护权。参与这个组织的男性声称家庭与离婚法歧视男性，只对前妻有利。Richard Doyle写下了男性权利活动关于法庭处理离婚和儿童监护权程序的观点：
离婚法庭就像屠宰厂，毫无怜悯之心和办事能力，他们的功能就像是搜集律师费的专门机构，但是非常粗暴，公然违背宪法地从男人那里夺走孩子，敲诈钱财。男人被认为是自己家里的客人，无法避免每次遭到前妻和法官地虚妄。在违背男人意愿的条件下，他的家和孩子被无情剥夺了；然后当他无力为两个家庭支付薪水时，他将被称为“逃亡父亲”。反抗判决时，男性就会因无力支付赡养费和抚养费而被送进监狱，然而却是为了不合理不公平的“责任”。
男性权利活动者争论说，离婚和监护权法亵渎了男性要求平等保护的个人权利。Gwendolyn Leachman写到，这种法律框架用妇女证实自己得到了离婚和儿童监护权法保护的说辞，对系统存在的偏见轻描淡写。

### 家庭暴力
男性权利活动者声明由女人实施的家庭暴力被忽略，且没有报道，因男性一般不情愿把自己描述为受害者。他们指出女人在人际关系上其实和男人一样具有侵占性，甚至比男人更有侵占性，家庭暴力是性别对称的。男性权利活动者频繁引用Murray Straus 和 Richard Gelles关于家庭冲突的研究结论，以证实性别对称性。男性权利者认为司法系统太过易于接受女人用于攻击男性伴侣的关于家暴的断言。Christina Hoff Sommers曾经建议说，“诬告男性家暴的现象是很普遍的，并且被免于辩驳”。男性权力的主张批判法律及政策对妇女滥用的保护，为不断遭受打击的男性争取庇护所，在妇女对男性实施家暴的问题上启示法律系统。
一些批判者反对男性权利活动者引用的研究结果，并针对家暴性别对称进行辩驳说，关注妇女暴力事件是源于最小化男性对妇女的暴力问题和破坏向受虐妇女提供帮助的政治程序。Donileen Loseke, Mary Cavanaugh和Richard Gelles 则表示那是具有歧视性的，因为它只保护女人而不保护男人。

### 教育
男性权利活动者描述道，与女孩相比男孩所具有的教育成就和动机减少，男孩教育处于危机之中。他们主张批判女权主义在教育中的影响，因为女权主义在教育系统中歧视和压抑男孩。男性权利活动者批判教育的“阴性”，认为压倒性数量的女教师，关注女孩需求，课程设置与传授方法有利于女孩，对男孩进行了压抑和限制。
男性权利团体要求提升男性气质识别、增加男性榜样数量、要更多的体育竞技和增强男孩在学校中的责任感。他们还主张明确校规，重构传统学校结构，包括单性别课堂、严格纪律。
反对者则建议男性权利团体把男孩看成同质性群体，以同种方式应对课堂。男孩对如何响应课堂的教育方法（可能与年龄，文化，种族，性别，区域及等级有关）未能做足够的思考。
在澳大利亚，男性权利者的主张影响了政府的政治文件；但在英国这种影响较小，从历史的角度说，女权主义在那里对教育政策产生的影响也较小。

### 强奸诬告男性
男性权利活动者关注在强奸和性侵犯方面对男性的诬告，要求保护男性避免遭受诬告的消极后果。引用了包括Eugene Kanin 和U.S. Air Force 的研究结果称40-50%甚至更多强奸断言是虚假的。他们还强调说诬告强奸是一种心理形式的强奸。他们说，当在匿名条件下提审原告来定义被告就是在鼓励权利滥用。

### 婚内强奸形式定罪
英国、美国及印度的男性权利活动者反对立法和司法决议定罪婚内强奸。反对原因包括考虑了与离婚程序相关的诬告、令人焦虑的情侣关系、婚姻法给女人的“非常不相称的权利”等。印度家庭基金会成员Virag Dhulia反对印度当前对婚内强奸的定罪，他认为“如果这些法规被执行，夫妻情侣关系将毫无意义”。

### 女性特权
男性权利运动否定男性特权的存在（美国哲学家Kenneth Clatterbaugh所持有的立场，他义无反顾地反對女权主義）。男性权利运动形成两大阵营，一方认为男女遭受性别歧视的危害是对等的，另一方则认为是妇女拥有特权和男性权利丧失是社会普遍现象。

### 政府机构
男性权利团体要求成立专注于男性的政府机构来陈述男性和男孩的社会问题，包括教育，卫生，工作及婚姻。印度男性权利团体要求成立男性福利部和国家委员会，同时要求废除妇女国家委员会。在英国，成立男性部和已有的妇女部相类似，那是由David Amess, MP和Lord Northbourne三人提议的，但遭到了托尼·布莱尔政府的拒绝。在美国，沃伦·法雷尔领导了一个委员会，专注于成立“白宫男性和男童事务委员会”以平衡于2009年3月成立的“白宫妇女和女童事务委员会”。

### 卫生
男性权利活动者以男性面临的卫生问题和短于女人的寿命作为遭受歧视和压抑的证据。他们声称女权主义以牺牲男性为代价把女人健康问题做为女性特权。他们指出男人比女人的自杀率更高，并且投诉男性健康基金问题，包括他们注意到前列腺癌研究项目接受的基金少于乳腺癌研究项目基金。David Benatar 建议应向男性投入更多的健康基金以降低男女预期寿命间的差距。一些医生和专业学者论证说，当其他人不同意增加男性健康基金投入时，这种歧视就严重危害了男性健康权利和身体完整性。

### 不积极的婚姻
男性权利活动者注意到美国数据统计显示很少有男人把结婚视为生命中重要的目标。他们断言，这些男性是有意或无意地选择退出婚姻，乐于做一个“婚姻罢工者”。这是由于他们在结婚中无利可图，还有离婚后的消极情绪和财产后果，包括妻子的赡养费，孩子的抚养权和抚养费。

### 兵役征集
男性权利活动者坦言，仅对男性征兵役就是歧视男性的例子。1971年，美国发起了抵制征兵活动，发起了集体诉讼，控告只对男性征兵是违背了美国宪法中男性具有平等保护权的规定。在这种条件下，1981年，Rostker v. Goldberg等人来到了美国最高法院，他们受到男性权利团体和多个妇女组织包括国家妇女组织的支持。但是最高法院没有支持军事选择性服务法案，并且解释说“关于注册女兵的争论，是基于两性平等的考虑，但是国会有权行使宪法规定的权利，把重心放在军需问题上，而不是平等。”

### 欺诈父亲
男性和父亲权利团体声称，存在很大程度上的伪父系（父系欺骗、戴绿帽），指男人抚养和提供经济资助的孩子不是生物意义上的亲生子。他们对父亲角色持有生物学上的观点，强调必须建立以遗传为基础的父子关系，而非社会因素强加的父亲角色。他们声称，一个男人不应被强迫去抚养别的男人的孩子，拒绝谈论孩子和生父的遗传史时，而在一个男人和一个非亲生孩子之间建立关系是对男人的巨大伤害。另外，非亲生父亲也拒绝自己的亲生孩子与其他男人被迫建立那种关系。男性权利活动者支持采用亲子鉴定的方式来消除父亲对孩子父系遗传所产生的疑虑。男性和父亲权利团体要求对所有孩子进行强制性亲子鉴定。他们积极的组织活动，为那些通过亲子鉴定得知不是亲生父亲却依然被要求承担抚养孩子责任的男人抱不平。基于这些考虑，某些司法辖区的立法者也支持生物学观点，并通过了在男性确认自己不是亲生父亲的时候可以减轻或解除对孩子承担抚养费的法律条款。澳大利亚男性权利团体反对由澳大利亚法律改革委员会和国家卫生医学研究委员会发出的建议书，建议书要求亲子鉴定需征得孩子父母双方同意。男性权利团体还反对那些关于未征得另一方同意而取得DNA样品的行为属违法行为的法律条令。社会学家Michael Gilding 声称，男性权利活动者夸张了伪父系遗传的比例，他估计约为1-3%，他反对对所有孩子进行不必要的强制性亲子鉴定。